# Кинси, Говард
Говард Ореон Кинси (англ. Howard Oreon Kinsey; 3 декабря 1899, Сент-Луис — 26 июля 1966, Сан-Франциско) — американский теннисист, 7-я ракетка мира в 1924 году.
За время любительской карьеры победитель чемпионата США и чемпионата Франции в мужском парном разряде, четырёхкратный финалист турниров Большого шлема в разных разрядах. Как профессионал — двукратный чемпион США в парном разряде и вице-чемпион в одиночном.

## Игровая карьера
Говард, третий сын (и четвёртый ребёнок) в семье Уильяма Кинси и Луизы Лант, был в ней не единственным теннисистом. В паре с ним часто играл его старший брат Роберт. На пике формы братья считались одной из сильнейших пар в стране и вместе выиграли чемпионат США 1924 года. Двумя годами раньше Говард стал финалистом чемпионата США в миксте с Хелен Уиллз, но там они проиграли более опытной паре Мэри Браун-Билл Тилден.
В одиночном разряде Говард Кинси выступал с первых лет после Первой мировой войны, став в 1919 году чемпионом Южной Калифорнии, а на следующий год выиграв чемпионат штата Орегон. В чемпионате США, проводившемся на травяных кортах, он играл начиная с 1921 года и дважды — в 1924 и 1925 годах — доходил в нём до четвертьфинала в одиночном разряде. Аналогичных результатов он достигал и на чемпионате США на грунтовых кортах. В 1924 году он был включён на седьмом месте в список лучших теннисистов мира, составляемый по итогам сезона газетой Daily Telegraph.
В 1926 году, выиграв чемпионат Мексики, Кинси впервые принял участие в престижных турнирах в Европе — чемпионате Франции и Уимблдонском турнире. В Париже американец пробился в четвертьфинал, где его остановил местный игрок Жан Боротра, а в мужских парах стал чемпионом с соотечественником Винсентом Ричардсом. На Уимблдоне Кинси стал финалистом во всех трёх разрядах (в мужских парах с Ричардсом, а в смешанных с Мэри Браун), но проиграл во всех трёх. Это был первый случай в истории Уимблдонского турнира, когда игрок, пробившийся в финал во всех трёх разрядах, не победил ни в одном (впоследствии такое случалось ещё четырежды — один раз у мужчин и три раза у женщин).
Успехов в европейских турнирах Кинси хватило, чтобы в конце сезона 1926 года Daily Telegraph поместила его на 9-е место в рейтинге лучших теннисистов-любителей, однако уже в чемпионате США того же года он участия не принял. В сентябре спортивный антрепренёр Чарльз Пайл, организовывавший первый в истории профессиональный теннисный тур, сумел заключить контракты с рядом известных теннисистов-любителей. Звёздами тура были француженка Сюзанн Ленглен и Ричардс, но в профессионалы перешли также Кинси и Мэри Браун. Кинси стал одним из трёх игроков, поочерёдно выступавших против Ричардса, наряду с бывшей четвёртой ракеткой Франции среди любителей Полем Форе и профессиональным теннисным тренером Харви Снодграссом. Тур положил начало профессиональным теннисным соревнованиям в США, хотя лично Кинси остался недоволен полученным гонораром и впоследствии судился с Пайлом.
Кинси продолжил выступления как профессионал, в частности став участником летнего британского тура 1927 года, главной звездой которого была Ленглен. В том же году он принял участие в первом чемпионате США среди профессионалов, где в финале проиграл Ричардсу в трёх сетах 9:11, 4:6, 3:6, ходя вёл по ходу двух первых. Комментаторы отмечали, что оба финалиста играли лучше, чем в свою бытность любителями; в частности, Кинси, раньше специализировавшийся на рубленых верховых ударах, прибавил в скорости и играл заметно агрессивнее. В следующие четыре года Кинси доходил в этом турнире до полуфинала, уступив Ричардсу в 1928 (матч продолжался пять сетов, в последнем из которых он вёл 6:5), Карелу Кожелугу в 1929 и 1930 и перешдшему в профессионалы Тилдену в 1931 году. Он также дважды — в 1930 и 1931 годах — становился чемпионом США среди профессионалов в паре с Ричардсом. 1931 стал последним в игровой карьере Кинси.
В 1974 году имена Говарда и Роберта Кинси были включены в списки Зала славы Северной Калифорнии USTA.

## Финалы турниров Большого шлема за карьеру

### Одиночный разряд (0-1)
| Результат | Год  | Турнир              | Покрытие | Соперник в финале | Счёт в финале |
| --------- | ---- | ------------------- | -------- | ----------------- | ------------- |
| Поражение | 1926 | Уимблдонский турнир | Трава    | Жан Боротра       | 6-8, 1-6, 3-6 |

### Мужской парный разряд (2-1)
| Результат | Год  | Турнир              | Покрытие | Партнёр         | Соперники в финале                | Счёт в финале           |
| --------- | ---- | ------------------- | -------- | --------------- | --------------------------------- | ----------------------- |
| Победа    | 1924 | Чемпионат США       | Трава    | Роберт Кинси    | Пат О’Хара Вуд Джеральд Паттерсон | 7-5, 5-7, 7-9, 6-3, 6-4 |
| Победа    | 1926 | Чемпионат Франции   | Грунт    | Винсент Ричардс | Жак Брюньон Анри Коше             | 6-4, 6-1, 4-6, 6-4      |
| Поражение | 1926 | Уимблдонский турнир | Трава    | Винсент Ричардс | Жак Брюньон Анри Коше             | 5-7, 6-4, 3-6, 2-6      |

### Смешанный парный разряд (0-2)
| Результат | Год  | Турнир              | Покрытие | Партнёр     | Соперники в финале                 | Счёт в финале |
| --------- | ---- | ------------------- | -------- | ----------- | ---------------------------------- | ------------- |
| Поражение | 1922 | Чемпионат США       | Трава    | Хелен Уиллз | Мэри Браун Билл Тилден             | 4-6, 3-6      |
| Поражение | 1926 | Уимблдонский турнир | Трава    | Мэри Браун  | Кэтлин Маккейн-Годфри Лесли Годфри | 3-6, 4-6      |